# Никола Ангелов (кмет)
Вижте пояснителната страница за други личности с името Никола Ангелов.
Никола Ангелов Иванов е български политик, деец на БРСДП, първият кмет на гр. Фердинанд след 9 септември 1944 г.

## Биография
Роден е на 9 януари 1894 г. в с. Живовци, Фердинандска околия, учи в родното си село и в гр. Фердинанд. През 1917 г. завършва Врачанската мъжка гимназия, още като гимназист става привърженик на социалдемократическите идеи. По време на Първата световна война завършва Школа за запасни офицери, служи като запасен подпоручик и ротен командир. След войната е учител в родното си село, учи в Софийския университет „Св. Климент Охридски“ и през 1922 г. завършва висше образование по специалността „правни и държавни науки“. Основното му занятие е адвокат в гр. Фердинанд. Кмет на града е от 9 септември до 3 ноември 1944 г., за кратко време е управител на фабрика „Титаня“. След премахването на многопартийната система изпада в немилост, отнето му е правото на адвокатска дейност, през 1948 г. е въдворен е в лагера в Белене. По-късно се установява в гр. Пещера и в София. През 1964 г. по време на екскурзия в Югославия емигрира в Италия и оттам в Австрия, където се установява при своя племенник Стефан Табаков, занимава се с политическа дейност и журналистика. Умира в Австрия през 1977 г.

## Политическа дейност
Член е на Българската работническа социалдемократическа партия, през 1920 г. е избран за член на нейния Висш партиен съвет. През 20-те и 30-те години е избиран многократно за общински съветник, през 1936 г. е представител на БРСДП в създадения с още четири политически партии „Конституционен комитет“ в гр. Фердинанд. Учредител е на Рибарско дружество „Огоста“, основател на Потребителна кооперация „Напред“ и неин председател (1945 – 1946 г.), член е на УС и подпредседател на Районна кооперативна книжарница „Просвета“ (1939 – 1942 г.), член е на Околийския комитет на Отечествения фронт – гр. Фердинанд.

На 9 септември 1944 г. е назначен за общински кмет от Околийския комитет на ОФ – гр. Фердинанд. На първото протоколирано заседание на общинската управа от 15 септември са разгледани молби на граждани. Кметът е член на създадената комисия към Околийското управление за контролиране на многобройните арести и за освобождаване на невинни лица. На 18 септември 1944 г. кметът поднася приветствие на организирания митинг за посрещане на частите на Червената армия в града. Общинската управа предприема мерки за настаняване на съветските войници и офицери и снабдяването им с хранителни и други продукти. С Наредба–закон се прекратява мандатът на общинските съветници при градските и селските общини от 2 ноември, а на 3 ноември Никола Ангелов е уволнен „за това, че не провежда твърдо и правилно политиката на народната власт...“ През краткото управление на Никола Ангелов като кмет са настанени части на съветската армия в града, осигурени са условия за тяхното пребиваване, доставена е кола за пожарната команда и са осигурени средства и материали за шосиране на улици.

Като съмишленик и член на БРСДП е начело на опозиционното ѝ крило и на избирателната ѝ листа в околията за изборите за VI ВНС на 27 октомври 1946 г. за изработване на нова конституция.

По време на пребиваването си в столицата на Австрия – Виена сътрудничи на в. „Свободен народ“ – орган на Социалдемократическата партия в изгнание и става член на нейния ЦК. Никола Ангелов представлява СДП в изгнание в Българския национален комитет и остава верен до края на своя живот на принципите и идеите на българската социалдемокрация.